# 1991年中華民國國慶閱兵
中華民國建國八十年雙十節國慶閱兵典禮（代號：華統演習），是目前中華民國政府在中華民國國慶日於臺北市所進行迄今最後一次大規模閱兵典禮。大閱官由時任中華民國總統兼三軍統帥李登輝擔任，閱兵指揮官由時任中華民國陸軍第六軍團司令羅文山中將擔任。中華民國國軍動員兵力12,566人、107架各型軍機參加受校。

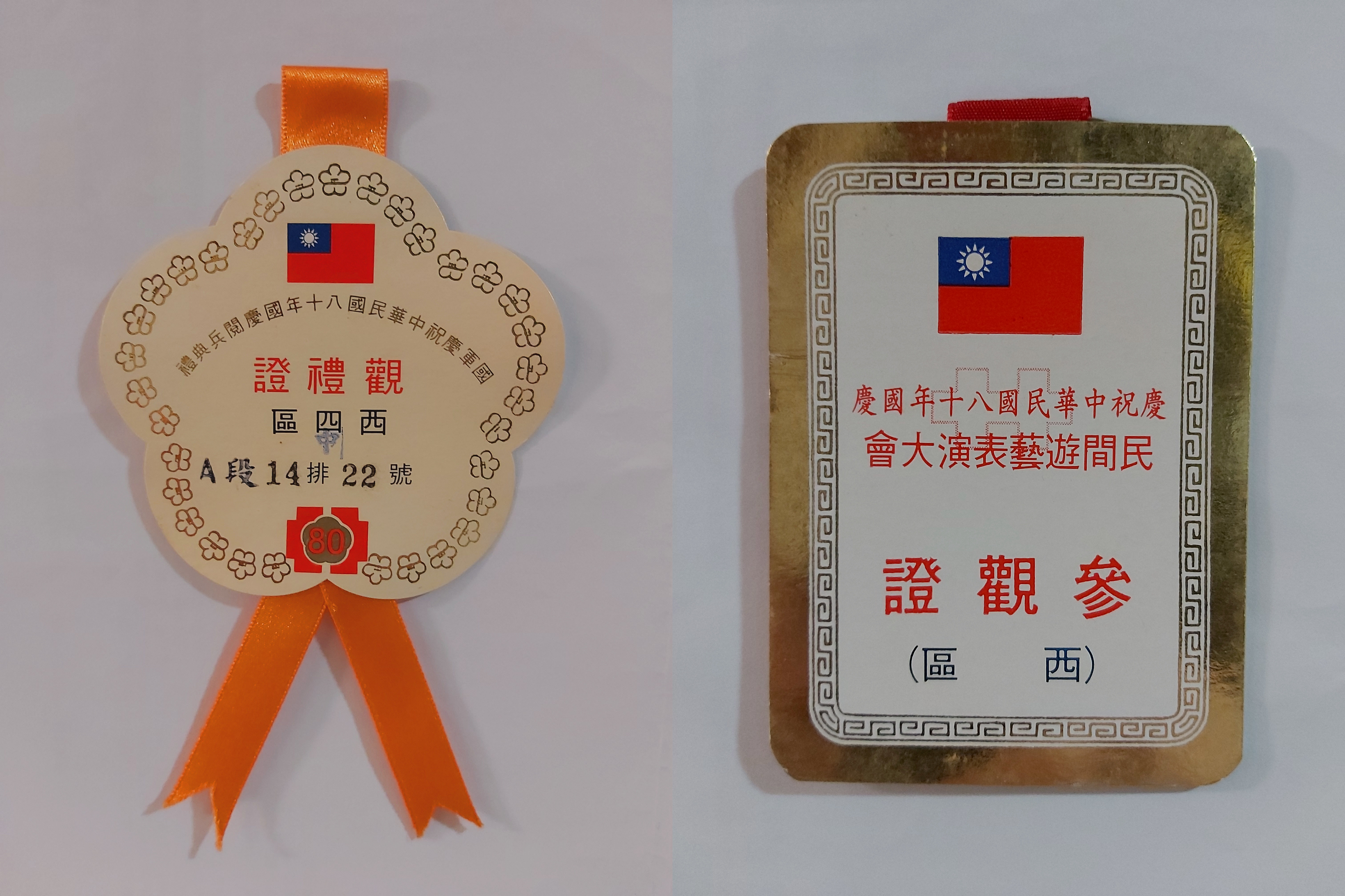
國慶閱兵（上午）與民間遊藝表演（下午）觀禮證

## 陣容及排序
閱兵指揮官：羅文山陸軍中將

### 空中分列式
- 總領隊：金康柏空軍少將

(共計107架各型軍機參加校閱)

#### 旋翼機隊
- 空軍S-70C救難型直升機(3架)
- 海軍S-70CASW反潛直升機(3架)
- 陸軍UH-1通用直升機(27架)

#### 慢速機隊
- T-34教練機(12架)
- 比奇1900中型運輸機(3架)
- S-2T反潛機(3架)
- C-130H運輸機(3架)

#### 快速機隊
- AT-3高級教練機(10架)
- F-5E/F戰鬥機(30架)
- F-104戰鬥機(10架)
- IDF戰鬥機原型機(3架)

### 地面分列式
- 總領隊：羅文山中將（陸軍第六軍團司令兼任）

#### 徒步部隊
- 陸軍軍官學校學生營以營方隊踢正步通過
- 海軍軍官學校學生營以營方隊踢正步通過
- 空軍軍官學校學生營以營方隊踢正步通過
- 政治作戰學校學生營以營方隊踢正步通過
- 陸軍步兵第二二六師第六七七旅(今關渡地區指揮部)3個營以營方隊踢正步通過(虎嘯部隊)(雄獅部隊)
- 陸軍空降獨立第六二旅(今特種作戰指揮部)3個營以營方隊踢正步通過(鴻翔部隊)
- 海軍陸戰隊陸戰第六六師步兵第六五五團3個營以營方隊踢正步通過(先鋒部隊)
- 海軍艦隊司令部步兵營以營方隊踢正步通過
- 國防部憲兵司令部第二〇二指揮部第三三二營以營方隊踢正步通過
- 政治作戰學校女生營以營方隊小碎步(木蘭步)通過
- 中正國防幹部預備學校鼓號樂隊
- 陸軍士官學校鼓號樂隊

#### 車輛部隊
- 憲兵機車連(共80輛機車)
- 海軍陸戰隊兩棲偵搜大隊第302營蛙人部隊
- 海軍飛彈營及海鋒大隊
  - 標準飛彈
  - 雄風一型反艦飛彈
  - 雄風二型反艦飛彈
  - 雷達車
  - 通訊車
- 空軍防空砲兵警衛司令部防空砲兵營(忠勇部隊)
  - 天兵防空系統
    - 歐瑞康35公釐雙管防空砲
    - AIM-7麻雀飛彈

  - 天劍一型飛彈
- 陸軍機械化步兵第二四九師(龍虎部隊)
  - M-48H勇虎戰車
  - M577裝甲指揮車
- 反裝甲連
  - M113裝甲運兵車(配備TOW拖式反裝甲飛彈)
- 防空砲兵連
  - 檞樹飛彈
- 通訊連
  - S-250悍馬車
- 裝甲騎兵連
  - M998悍馬車(配備TOW拖式反裝甲飛彈、106無後做力砲）
- 化學兵連
  - M923野戰消毒車
- 工兵連
  - M911重裝備運輸拖車
- V-150裝甲步兵營
- M-48H戰車營（共86輛）
- 支援營
  - M997救護車
  - M113A1救護裝甲車
  - V-150裝甲救護車
  - M50A3油罐車
  - M88A1裝甲救濟車
- 陸軍防空飛彈指揮部飛彈砲兵群群部(神箭部隊)
- 工蜂六型多管火箭營
- 飛彈營
  - MIM-23鷹式飛彈
  - 天弓飛彈
- M109自走砲營
- M110自走砲營

#### 三軍儀隊
- 陸軍儀隊以營方隊以徒步行舉手禮通過
- 海軍儀隊與陸戰儀隊以營方隊混和編成，以徒步行舉手禮通過
- 陸戰儀隊與海軍儀隊以營方隊混和編成，以徒步行舉手禮通過
- 空軍儀隊以營方隊以徒步行舉手禮通過

### 閱兵完畢
閱兵指揮官：羅文山陸軍中將號令全體受校國軍各部隊成聽訓隊形
- 三軍儀隊以花式操槍變換隊形進場
- 國軍校閱部隊由閱兵台兩側向中央閱兵臺集結，並在左右兩側編成各一雙十隊形

### 總統訓示致詞
- 大閱官中華民國總統李登輝

## 創舉
1. 國軍動員兵力12566人（當年國軍總兵力擁有60萬大軍），創下歷年來國軍受校部隊最多人數。(但根據民國77年光武演習國慶閱兵新聞片段說明，光武演習國軍動員兵力為13892人，閱兵指揮官陳廷寵中將向總統李登輝報告國慶校閱兵力為13166人)
2. 國軍地面徒步部隊首次以24X18共432人的營方隊進行分列式。
3. 所有國軍受校部隊皆持國造T65K2步槍，為歷年武器最統一的一次。
4. 空中分列式以旋翼機隊、慢速機隊與快速機隊等共三個梯隊、107架各式軍機由東向西通過閱兵臺。
5. 國軍受校部隊首度由介壽路（現名凱達格蘭大道）通過閱兵臺（有別於平常的重慶南路）。
6. 國軍所採購的悍馬車首次亮相。
7. 特邀作曲家黃瑩和張弘毅創作主題曲《千秋大愛》。

## 電視直播
和1988年國慶閱兵相同，由臺灣電視公司製播拍攝。臺灣電視公司、中國電視公司、中華電視公司聯播，並各自派主播解說：台視新聞主播彭文正，中視新聞主播陳若華，華視新聞主播奚聖林。

## 抗議
閱兵時，在野民主進步黨及反對派相關人士發起「反閱兵，廢惡法」運動進行抗議，數度與現場中華民國憲兵、中華民國警察發生流血衝突。

## 外部連結
- 1991年國慶閱兵直播台視解說版（页面存档备份，存于）